# Óscar Martín
Óscar Martín (Barcelona, 1962) és un dibuixant i guionista català. És conegut principalment pel seu personatge Solo, pels seus guions i dibuixos de Tom i Jerry i pels nombrosos treballs amb Disney i Warner Bros.

## Trajectòria
Gran part de la seva obra està lligada a Tom i Jerry, de qui ha anat fent els guions i dibuixant les seves historietes per les diferents empreses que n'han tengut la llicència des de 1986 (Condor Verlag (Alemanya) i Semic Press i Egmont (Suècia)). També ha treballat per Disney amb The Lion King, Mickey Mouse, Goofy o Tod i Toby.
Va crear la sèrie El terrorífico mundo de Bobby l'any 1992 per a l'editorial francesa Semic. El 1998 fundà l'editorial Oscar's Studio per poder publicar a Espanya la sèrie de Bobby i també la nova sèrie Solo: mundo caníbal (nou volums i dos recopilatoris). També publicà les revistes d'historietes Zona X per a Ediciones El Jueves.
El 2002, la Warner el premià amb el Lifetime Achievement Award pels seus còmics de Tom i Jerry, publicats arreu d'Europa i als Estats Units.
Uns anys més tard (2006) va començar a publicar els àlbums de fantasia de La Hermandad, amb guions de Miroslav Dragan.
Es trasllada a Mallorca el 2011 i funda Ominiki Ediciones. Amb la nova editorial hi publica la irreverent historieta Él, els nous àlbums de Solo i també en podem destacar la seva col·lecció d'Artbooks d'altres dibuixants d'arreu de l'estat espanyol.

## Publicacions[4]
- 1984 Rambla quincenal, revista de còmic del segell García y Beá Editores SA, als nombres: 2, 5 i 6.
- 1985 Rambla quincenal, revista de còmic del segell García y Beá Editores SA, als nombres: 1 i 2.
- 1986 Más Madera, revista e còmic de l'Editorial Bruguera SA, al nombre 10.
- 1988 Cachondeo a tope / Humor a tope, revista de còmic  del segell M. Díaz editor / Norma Editorial, als nombres: 26 i 27.
- 1994 Top Cómics, revista de còmic d'Ediciones B SA, als nombres 6 i 7.
- 1994 Telele, revista de còmic d'Ediciones El Jueves SA, als nombres 5 i 6.
- 1997 Zona X, revista de còmic d'Ediciones El Jueves SA, als nombres 1, 2, 3 i 4.
- 1998 El terrorífico mundo de Bobby, quadern de còmic del segell Oscar's Studio, als nombres: 1, 2, 3, 4, 5 i 6.
- 2007 Solo. Mundo caníbal, de la col·lecció Sol y Sombra d'Edicions de Ponent.
- 2007 La Hermandad nº1, Astrabán, de Norma Editorial.
- 2007 La Hermandad nº2, Lucius, de Norma Editorial.
- 2008 Solo. Los supervivientes del Caos (1), de la col·lecció Crepúsculo d'Edicions de Ponent.
- 2008 Solo. Los supervivientes del Caos (2), de la col·lecció Crepúsculo d'Edicions de Ponent.
- 2008 Solo. Los supervivientes del Caos (3), de la col·lecció Crepúsculo d'Edicions de Ponent.
- 2010 El terrorífico mundo de Bobby, llibre recopilatori d'Ediciones B SA
- 2011 Él. Los vivientes muertos, publicació digital del segell Ominiky Ediciones, als nombres 1, 2, 3 i 4.
- 2011 Él. ¿Quién si no?, llibre del segell Ominiky Ediciones
- 2012 Él. Los vivientes muertos, publicació en paper del segell Ominiky Ediciones.
- 2012 Día del cómic gratis español, quadern de còmics del segell Zona Cómic.
- 2012 Solo. Historias Caníbales (1), del segell Ominiky Ediciones.
- 2012 Solo. Historias Caníbales (2), del segell Ominiky Ediciones.
- 2012 Solo. Crónicas Salvajes (1), del segell Ominiky Ediciones.
- 2012 Solo. Crónicas Salvajes (2), Alphas, del segell Ominiky Ediciones.
- 2014 Tom y Jerry, llibre de còmic del segell Panini SA, als nombres 1 i 2.
- 2016 Solo. Historias Caníbales (3), del segell Ominiky Ediciones.